# Carlo Collicola
Carlo Collicola (ur. 31 maja albo 1 czerwca 1682 w Spoleto, zm. 20 października 1730 w Rzymie) – włoski kardynał.

## Życiorys
Urodził się 31 maja albo 1 czerwca 1682 roku w Spoleto. Studiował na La Sapienzy, gdzie uzyskał doktorat z prawa. Następnie został protonotariuszem apostolskim, referendarzem Trybunału Obojga Sygnatur i skarbnikiem generalnym Kamery Apostolskiej. 9 grudnia 1726 roku został kreowany kardynałem in pectore. Jego nominacja na kardynała prezbitera została ogłoszona 30 kwietnia 1728 roku i nadano mu kościół tytularny Santa Maria in Portico Campitelli. Zmarł 20 października 1730 roku w Rzymie.